# Arbourse
Arbourse ist eine französische Gemeinde mit 123 Einwohnern (Stand: 1. Januar 2022) im Département Nièvre in der Region Bourgogne-Franche-Comté. Sie gehört zum Arrondissement Cosne-Cours-sur-Loire und zum Kanton La Charité-sur-Loire. Die Bewohner werden Arbussois und Arbussoises genannt.

## Nachbargemeinden
Arbourse liegt etwa 27 Kilometer nordnordöstlich von Nevers.
Nachbargemeinden von Arbourse sind Châteauneuf-Val-de-Bargis im Norden, Dompierre-sur-Nièvre im Osten und Südosten, La Celle-sur-Nièvre im Süden und Südwesten, Chasnay im Westen und Südwesten sowie Nannay im Westen.
Arbourse liegt an der Via Lemovicensis, einem der vier historischen „Wege der Jakobspilger in Frankreich“.

## Bevölkerungsentwicklung
| Jahr                       | 1962 | 1968 | 1975 | 1982 | 1990 | 1999 | 2006 | 2011 | 2016 |
| Einwohner                  | 209  | 209  | 210  | 164  | 129  | 122  | 108  | 122  | 125  |
| Quellen: Cassini und INSEE |      |      |      |      |      |      |      |      |      |

## Sehenswürdigkeiten
- Kirche Saint-Germain